# Two Seconds (film)
Two Seconds is een Amerikaanse dramafilm uit 1932 onder regie van Mervyn LeRoy.

## Verhaal
John Allen is ter dood veroordeeld voor een moord die hij naar eigen zeggen niet heeft gepleegd. Hij denkt terug aan de dag dat hij zijn vrouw Shirley leert kennen en aan zijn gevoelens als hij hoort dat Shirley hem bedriegt.

## Rolverdeling
| Acteur             | Personage           |
| ------------------ | ------------------- |
| Edward G. Robinson | John Allen          |
| Vivienne Osborne   | Shirley Day         |
| Guy Kibbee         | Bookmaker           |
| Preston Foster     | Bud Clark           |
| J. Carrol Naish    | Tony                |
| Frederick Burton   | Rechter             |
| Harry Beresford    | Arts                |
| Dorothea Wolbert   | Lizzie              |
| Berton Churchill   | Gevangenisbewaarder |
| William Janney     | Student             |
| Edward McWade      | Gevangenisarts      |
| Gladys Lloyd       | Vrouw               |